# 芸者小春の華麗な冒険
『芸者小春の華麗な冒険』（げいしゃこはるのかれいなぼうけん）は、1991年4月11日から6月20日までテレビ朝日系で放送されていたテレビドラマ。

## キャスト

### レギュラー
- 小春 - 宮本信子
- 美紀 - 早見優
- 咲 - 中村あずさ
- クジラ - 野村昭子
- 金魚 - 岡本舞
- 浜木綿 - 井上彩名
- 八千代 - 立原麻衣
- 相沢刑事 - 佐藤幸雄
- 渋谷検事 - 八木橋修
- 杉山秘書 - 五島悦子
- 新井可奈子 - 高橋祐子
- メダカ - 有泉美江
- 正吉 - きたろう
- 英ちゃん - 岩本恭生（現:岩本恭省）
- 新井良夫 - 平田満
- 林健太郎 - 中条静夫

### 各話ゲスト
第1話
- 古手川祐子

第2話

第3話

第4話
- 三宅裕司

第5話
- 新田浩助/吉田アキラ - 嶋大輔（二役）
- 清水みどり - 安永亜衣
- マネージャー - エド山口

第6話
- 寺崎ともみ - 山咲千里
- 南光一 - 草薙幸二郎

第7話
- 江守銀作 - 下條正巳
- 小山徳二 - 佐藤仁哉
- 杉木明子 - 工藤明子
- 江守豊 - 吉永幸一

第8話
- 田代 - 西岡徳馬
- 岡崎悟 - 山口祥行

第9話
- 竹村 - 鶴田忍
- 沼田 - 湯江健幸
- 光 - 吉沢秋絵
- 塚本 - 三好圭一

第10・最終話
- 瑛子 - 奈美悦子
- 北原涼子 - 白石奈緒美
- 川上専務 - 佐原健二
- 編集長 - 佐々木勝彦
- 三沢 - 遠山俊也

## 放送日程
| 各話                                                      | 放映日        | サブタイトル               | 脚本     | 監督     | 視聴率 |
| --------------------------------------------------------- | ------------- | -------------------------- | -------- | -------- | ------ |
| 第1回                                                     | 1991年4月11日 | 爽快! 事件を呼ぶ芸者       | 矢島正雄 | 中山秀一 | 8.6%   |
| 第2回                                                     | 1991年4月18日 | ツテ・コネ・金の裏口入学   | 矢島正雄 | 中山秀一 | 4.7%   |
| 第3回                                                     | 1991年4月25日 | 官僚だから…アブない接待    | 矢島正雄 | 斉藤郁宏 | 7.7%   |
| 第4回                                                     | 1991年5月02日 | 全身が仕事中毒!            | 矢島正雄 | 中山秀一 | 4.5%   |
| 第5回                                                     | 1991年5月09日 | アホバカ青春は張りとばせ!  | 矢島正雄 | 斉藤郁宏 | 7.2%   |
| 第6回                                                     | 1991年5月16日 | 女性哀視の恨みに泣けた!    | 矢島正雄 | 斉藤郁宏 | 10.5%  |
| 第7回                                                     | 1991年5月23日 | 子連れ絵描きが子を捨てた!  | 矢島正雄 | 中山秀一 | 5.7%   |
| 第8回                                                     | 1991年5月30日 | 人間のクズに同情は禁物!?   | 矢島正雄 | 中山秀一 | 9.3%   |
| 第9回                                                     | 1991年6月06日 | ひと目惚れに裏がある!?     | 矢島正雄 | 斉藤郁宏 | 6.8%   |
| 第10回                                                    | 1991年6月13日 | 仕組まれた芸者たたきの謎!? | 矢島正雄 | 斉藤郁宏 | 7.1%   |
| 最終回                                                    | 1991年6月20日 | "家族" 解散!? 涙のお座敷   | 矢島正雄 | 中山秀一 | 7.2%   |
| 平均視聴率 7.2%（視聴率は関東地区・ビデオリサーチ社調べ） |               |                            |          |          |        |

## スタッフ
- 脚本：矢島正雄
- 演出：中山秀一、斎藤郁宏
- プロデューサー：稲垣健司、津島平吉、新江幸生、安念正一
- 音楽：甲斐正人
- 主題歌 - 古手川祐子「孔雀」（ポニーキャニオン）作詞・作曲：谷村新司／編曲：上杉洋史
- 技術協力：東通
- 美術協力：東宝ビルト
- 装飾・小道具：高津装飾美術
- 衣裳：東宝コスチューム
- 結髪：坂本美粧
- メイク：ストロベリーキッズ
- スタジオ：目黒スタジオ
- 制作：テレビ朝日、東宝

| テレビ朝日 木曜ドラマ                                   | テレビ朝日 木曜ドラマ                          | テレビ朝日 木曜ドラマ                                |
| 前番組                                                  | 番組名                                         | 次番組                                               |
| ------------------------------------------------------- | ---------------------------------------------- | ---------------------------------------------------- |
| 七人の女弁護士（第1シリーズ） （1991.1.10 - 1991.3.28） | 芸者小春の華麗な冒険 （1991.4.11 - 1991.6.20） | 外科病棟女医の事件ファイル （1991.7.11 - 1991.9.19） |

| スタブアイコン | サブスタブ | この項目は、まだ閲覧者の調べものの参照としては役立たない、テレビ番組に関連した書きかけの項目です。この項目を加筆・訂正などしてくださる協力者を求めています（P:テレビ/PJ:放送または配信の番組）。 |